# NGC 4890
NGC 4890 est une petite galaxie spirale de type magellanique située dans la constellation de la Vierge. Sa vitesse par rapport au fond diffus cosmologique est de 3 358 ± 32 km/s, ce qui correspond à une distance de Hubble de 49,5 ± 3,5 Mpc (∼161 millions d'al). NGC 4890 a été découverte par l'astronome germano-britannique William Herschel en 1787.